# Veronica Falls
Veronica Falls — британский музыкальный коллектив, образованный в 2008 году. В состав вошли: Роксана Клиффорд (вокал, гитара) и Патрик Дойл (ударные), прежде игравшие в группе Sexy Kids, бывший участник Your Twenties Джеймс Хор (гитара) и их общая знакомая Марион Эрбен (бас-гитара). В 2010 году они выпустили синглы «Found Love in a Graveyard» и «Beachy Head», получившие положительные отзывы. Для записи дебютной пластинки были приглашены Гай Фикссен и Эш Уоркмен. В августе 2011 года вышел сингл «Bad Feeling» в поддержку альбома Veronica Falls, который был выпущен в сентябре и получил высокие оценки в таких изданиях, как Allmusic и Pitchfork.

## Дискография

### Альбомы
- Veronica Falls (2011)
- Waiting for Something to Happen (2013)

### Синглы
- «Found Love in a Graveyard» (2010)
- «Beachy Head» (2010)
- «Bad Feeling» (2011)
- «My Heart Beats» (2012)
- «Teenage» (2013)